# 二渠水库
二渠水库是中国新疆维吾尔自治区哈密市伊州区境内的一座中型平原水库，位于二渠泉水上，经过大河公社全体社员5年的艰苦奋斗，水库于1981年竣工，可灌溉农田3.2万亩。
二渠水库库容1500万立方米，平均水深为4.30米。